# Бортники (Ивано-Франковская область)
Бо́ртники (укр. Бортники) — село в Тлумачской городской общине Ивано-Франковского района Ивано-Франковской области Украины.
Население по переписи 2022 года составляло 975 человека. Занимает площадь 18,82 км². Почтовый индекс — 78033. Телефонный код — 03479.

## История
Первое упоминание 1462 г. Во времена первой мировой за село точились ожесточенные бои между австро-венгерскими и российскими войсками. За село во время Великой Отечественной точили бои, в 20112016 и 2017 году ДСНС Украины нашли и уничтожили снаряды периода 1944 года.Село освобождено 27 июля 1944 года 351 и 271 стрелковыми дивизиями 8 гвардейского механизированного корпуса. В селе находится могила погибших за освобождения села.
В период советской власти тайным священником был отец Зеновий Кисилевский, а после его смерти 1974 года отец Василий (Семенюк) проповедовал до 1989 г. В селе были несколько катехизаторов среди них монахини Мария Мартыняк и Сузанна Полищук из Делятына
В 2015 году село было признано таким что подрывает мобилизацию. В селе находится немецкая агрофирма "Штерн Арго" занимается сельским хозяйством. 
В советское время построен колхоз "Красная Звезда"
В 2022 году село посетил епископ Коломыйский УКГЦ Василий (Ивасюк)

## Население
- 1989 год 1242 человек[11]
- 2001 год 1144 человек[12]
- 2022 год 975 человек[13]

## Сельские главы
- Гриновецкий Игорь Михайлович (1971 г.р. Беспартийный) 2006-2010
- Слободян Галина Николаевна (1970 г.р Беспартийная) с 2010-[14]

## Памятки
- Памятник неизвестному солдату (планируется демонтаж)[5]
- Церковь Успения Пресвятой Девы Марии УГКЦ[15]
- Церковь Успения Пресвятой Девы Марии (2000 г.) ПЦУ[16]
- Каштаны ботаническая памятка природы местного значения

## Религия
В селе действует церковь УГКЦ и ПЦУ. Настоятелем храма УГКЦ является о. Петр Третяк Обертинского деканата.

## Известные люди
- Игнатий Тыховычь (1830-?) — сельский священник, сотрудник парафии
- Мориций Досзот — арендатор узадьбы Бортники[18]
- Василий (Семенюк) епископ и митрополит Тернопольско-Зборовский УГКЦ, с 1974 по 1989 год проповедовал в селе
- Василий (Ивасюк) епископ Коломыйский УГКЦ в 2022 г. посетил село